# Портрет Карла Ивановича Бистрома
«Портрет Карла Ивановича Бистрома» — картина Джорджа Доу и его мастерской из Военной галереи Зимнего дворца.
Картина представляет собой погрудный портрет генерал-лейтенанта Карла Ивановича Бистрома из состава Военной галереи Зимнего дворца.
Во время Отечественной войны 1812 года полковник Бистром был командиром лейб-гвардии Егерского полка, за отличие в сражении при Бородино произведён в генерал-майоры. Во время Заграничных походов сражался в Пруссии, Богемии, Саксонии и Франции .
Изображён в генеральском мундире лейб-гвардии Егерского полка образца 1818 года. Слева на груди под лацканом звезда ордена Св. Анны 1-й степени. На шее кресты орденов Св. Георгия 3-й степени, Св. Владимира 3-й степени и прусского Красного орла 2-й степени; ниже по борту мундира кресты орденов Св. Иоанна Иерусалимского и прусского Пур ле мерит. Справа на лацкане серебряная медаль «В память Отечественной войны 1812 года» на Андреевской ленте, бронзовая дворянская медаль «В память Отечественной войны 1812 года» на Владимирской ленте, Кульмский крест и шитая звезда ордена Св. Иоанна Иерусалимского. С тыльной стороны картины надписи: Bistrom 1 и Geo Dawe RA pinxt . Подпись на раме: К. И. Бистромъ 1й, Генералъ Маiоръ.
Несмотря на то, что 7 августа 1820 года Комитетом Главного штаба по аттестации Бистром был включён в список «генералов, служба которых не принадлежит до рассмотрения Комитета», фактическое решение о написании его портрета было принято раньше этой даты, поскольку уже 17 декабря 1819 года Доу была выплачена первая часть гонорара и 30 июня 1820 года он за готовый портрет получил оставшиеся деньги. Портрет принят в Эрмитаж 7 сентября 1825 года. 12 октября 1821 года Бистром был награждён орденом Св. Владимира 2-й степени, этот орден отсутствует на портрете, соответственно картина была написана ранее этой даты.

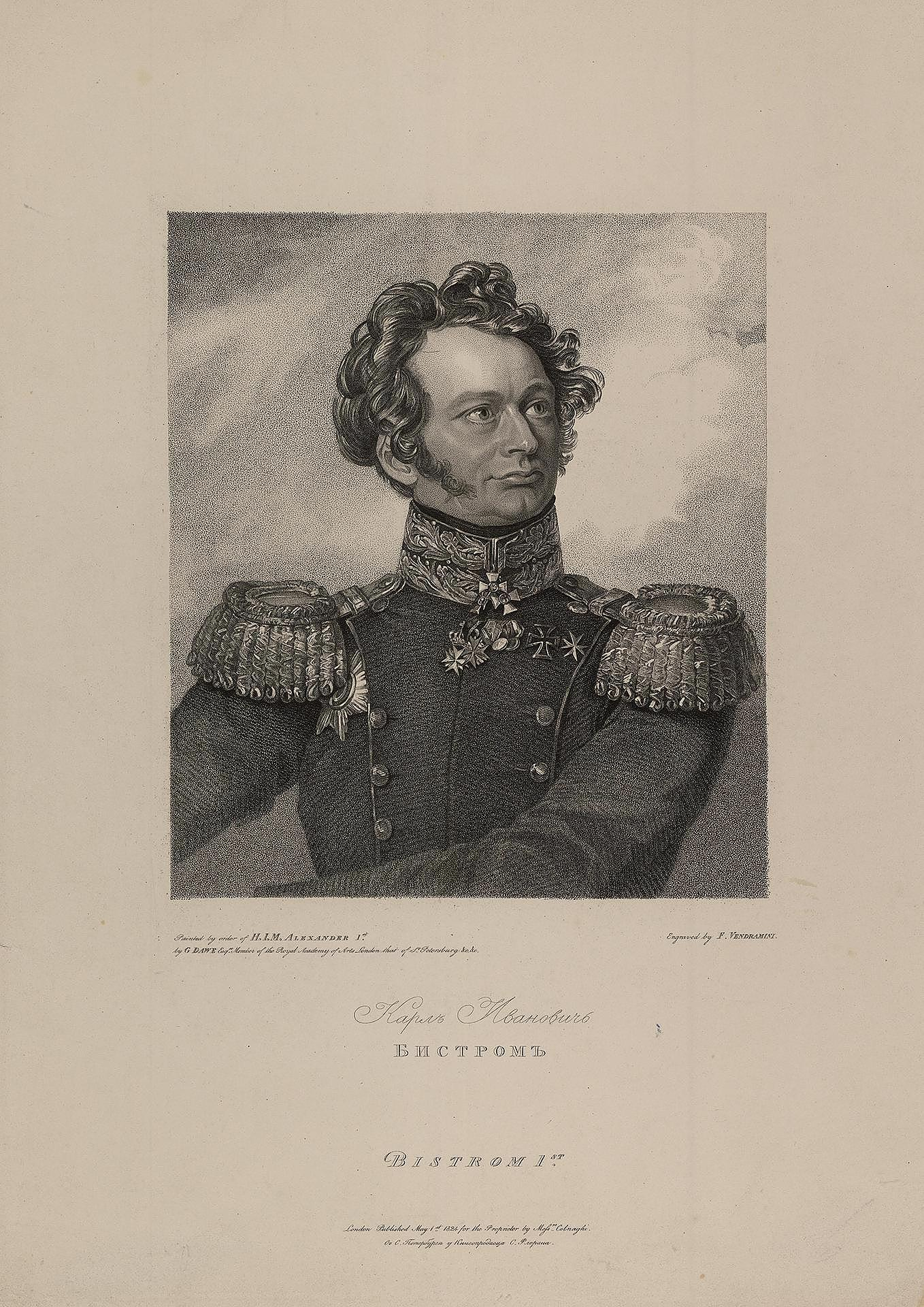
Гравюра Ф. Вендрамини

В Большом Гатчинском дворце имеется авторское повторение галерейного портрета со слаборазличимыми следами подписи художника (холст, масло; 67 × 57,5 см; инвентарный № ГДМ-17-III). Кроме того, в собрании Государственного Эрмитажа имеется несколько отпечатков гравюры Ф. Вендрамини, сделанной в Лондоне фирмой Messrs Colnaghi по заказу петербургского книготорговца С. Флорана (бумага, гравюра на стали; 41,5 × 30,5 см; инвентарный № ЭРГ-301); эта гравюра помечена датой 1 мая 1824 года. Аналогичная гравюра имеется и в собрании Пушкинского музея в Москве.
В 1840-х годах в мастерской П. Петита по рисунку В. Долле с портрета была сделана литография, опубликованная в книге «Император Александр I и его сподвижники» и впоследствии неоднократно репродуцированная. В части тиража была использована литография мастерской И. П. Песоцкого, незначительно отличающаяся в деталях.